# Caos Caos Caos
Caos Caos Caos（カオス・カオス・カオス）は、白石乃梨を中心とする女性5人組音楽グループ。2011年にテレビアニメ『名探偵コナン』の主題歌に起用されたシングル「tear drops」でデビュー。
グループ名は元々ギリシャ語で、「混沌」「無秩序」などの意味を持つ「chaos」という単語を由来に名付けられており、「音楽を通して予測不可能な展開を繰り広げ、決して型にはまらず、時代に応じて形を変えていく、そんな音楽を作っていきたい」という思いが込められている。

## 来歴
ソロ歌手として活動していた白石乃梨は、ダンスボーカルグループがやりたかったため、ダンサーにライブやミュージックビデオに参加して貰っていた。しかし、専属ではないため、作品ごとにメンバーが異なった。そんな中で、「いつか同じダンサーとずっと一緒にやっていきたい」と思った。そんな時に同年代で背丈も同じ位の女性ダンサーと出会い、2010年にグループ結成に至った。
2011年2月23日にシングル「tear drops」でデビュー。シングルはテレビアニメ『名探偵コナン』のオープニングテーマとして起用された。また、ボーカルの白石がアニメーションで描かれ、PVのダンスを披露するという日本初の演出がなされた。
デビューを記念したダンスコンテストが開催された。課題曲はデビューシングル「tear drops」である。優勝者には30万円が贈呈され、最終審査まで残った4組は、グループの初披露目イベント「NEXT MOVEMENT 2011」に参加することが出来る。。

## ディスコグラフィー

### シングル
| 枚  | 発売日        | タイトル                  | 規格品番  | オリコン最高位 | 推定売上枚数 |
| --- | ------------- | ------------------------- | --------- | -------------- | ------------ |
| 1st | 2011年2月23日 | tear drops                | GZCA-7160 | 60位           | 2,704枚      |
| 2nd | 2011年6月22日 | far away 〜青空見上げて〜 | GZCA-7163 | 176位          | 322枚        |
| 3rd | 2012年8月22日 | Let's stand up            | GZCA-7167 | 圏外           |              |

#### 配信限定シングル
| 枚  | 発売日        | タイトル       |
| --- | ------------- | -------------- |
| 1st | 2013年10月2日 | papapa         |
| 2nd | 2018年1月10日 | スイーツラブ   |
| 3rd | 2018年1月19日 | シルバーピアス |
| 4fh | 2018年1月24日 | ランチタイム   |
| 5th | 2018年2月1日  | アラサーガール |

### ミュージックビデオ
| 年     | ビデオ     | 監督  |
| ------ | ---------- | ----- |
| 2011年 | tear drops | [ 5 ] |